# Monofonie
Monofonie (uit het Oudgrieks: μόνος (monos), alleen en φωνή (phōnē), klank, geluid, stem) of eenstemmigheid is het klinken van slechts een toon tegelijk.

## Muziek
Bij monofone muziek klinkt slechts een stem of toon, waarbij alle uitvoerenden dezelfde toon voortbrengen. Voorbeelden van monofone muziek zijn de vroeg-middeleeuwse chant en de gregoriaanse muziek, waarbij a capella (zonder begeleiding door muziekinstrumenten) monofoon wordt gezongen. 
De westerse kunstmuziek is uit de vroeg-middeleeuwse monofone chant via het organum uiteindelijk ontwikkeld tot meerstemmige (heterofone) en polyfone muziek, maar ook overwegend meerstemmige muziekstukken kunnen monofone delen kennen.

## Muziekinstrumenten

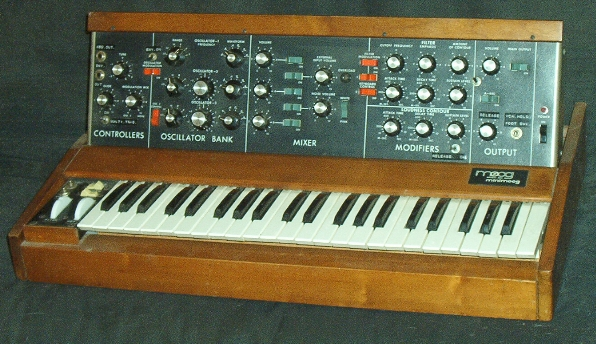
Een minimoog (een analoge monofone synthesizer)

Een monofoon muziekinstrument kan niet meer dan een toon tegelijk ten gehore brengen. Voorbeelden van monofone instrumenten zijn blaasinstrumenten als de trompet en de tuba.
Een instrument dat twee tonen tegelijk ten gehore kan brengen is duofoon (tweestemmig) en een instrument dat meerdere tonen tegelijk ten gehore kan brengen is polyfoon.

## Zang
In principe is de zangstem monofoon, maar er zijn technieken om meerstemmig te zingen: de boventoonzang, zoals deze is ontstaan in Centraal of Noord-Azië, Tibet, Zuid-Afrika bij de Xhosa, en Sardinië.